# Teúl de González Ortega (kommun)
Teúl de González Ortega är en kommun i Mexiko.   Den ligger i delstaten Zacatecas, i den centrala delen av landet, 500 km väster om huvudstaden Mexico City.
Följande samhällen finns i Teúl de González Ortega:
- Teúl de González Ortega
- Milpillas de Allende